# Acorypha ferrifer
Acorypha ferrifer är en insektsart som först beskrevs av Walker, F. 1870.  Acorypha ferrifer ingår i släktet Acorypha och familjen gräshoppor. Inga underarter finns listade i Catalogue of Life.